# Пикте (лунный кратер)
Кратер Пикте (лат. Pictet) — крупный древний ударный кратер в южном полушарии видимой стороны Луны. Название присвоено в честь швейцарского физика-экспериментатора и натуралиста Марка Огюста Пикте (1752—1825) и утверждено Международным астрономическим союзом в 1935 г. Образование кратера относится к донектарскому периоду.

## Описание кратера

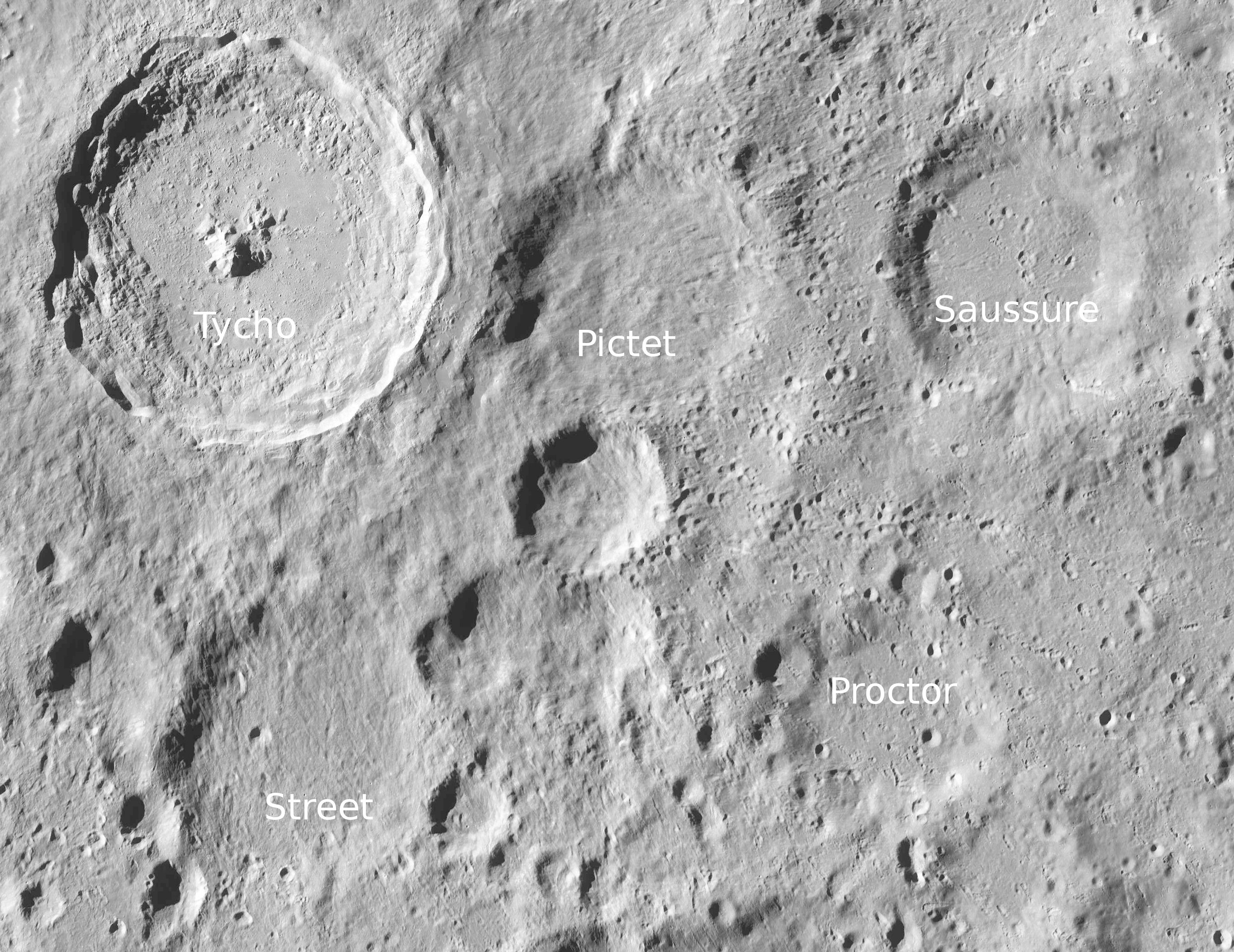
Окрестности кратера Пикте. Снимок зонда Lunar Reconnaissance Orbiter.

Ближайшими соседями кратера являются кратер Тихо на западе; кратер Сассерид на севере-северо-западе; кратер Оронций на северо-востоке; кратер Соссюр на востоке; кратер Проктор на юге-юго-востоке и кратер Стрит на юго-западе. Селенографические координаты центра кратера 43°34′ ю. ш. 7°29′ з. д. / 43,56° ю. ш. 7,49° з. д., диаметр 60,0 км, глубина 1780 м.
Кратер Пикте имеет циркулярную форму и значительно разрушен. Вал сглажен, наибольшей высоты достигает в своей западной части измененной при формировании кратера Тихо, северная часть вала прорезана длинной и сравнительно широкой долиной, к южной части примыкает сателлитный кратер Пикте A. В западной части внутреннего склона находится необычная яркая структура цилиндрической формы. Дно чаши кратера пересеченное и переформированное породами выброшенными при образовании кратера Тихо, без приметных структур, отмечено светлыми лучами от кратера Тихо.

## Сателлитные кратеры
| Пикте | Координаты                                          | Диаметр, км |
| ----- | --------------------------------------------------- | ----------- |
| A     | 45°01′ ю. ш. 7°56′ з. д. / 45,01° ю. ш. 7,93° з. д. | 32,4        |
| C     | 42°44′ ю. ш. 7°48′ з. д. / 42,74° ю. ш. 7,8° з. д.  | 6,9         |
| D     | 46°01′ ю. ш. 9°08′ з. д. / 46,01° ю. ш. 9,14° з. д. | 20,0        |
| E     | 41°27′ ю. ш. 7°52′ з. д. / 41,45° ю. ш. 7,87° з. д. | 70,1        |
| F     | 42°49′ ю. ш. 6°19′ з. д. / 42,82° ю. ш. 6,32° з. д. | 10,4        |
| N     | 41°35′ ю. ш. 8°13′ з. д. / 41,59° ю. ш. 8,22° з. д. | 6,4         |

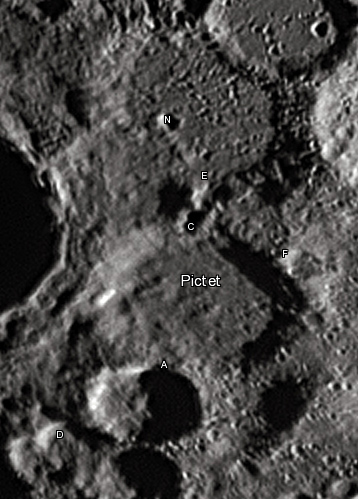
Снимок Девида Кемпбелла.

- Образование сателлитного кратера Пикте E относится к донектарскому периоду[1].

## См.также
- Список кратеров на Луне
- Лунный кратер
- Морфологический каталог кратеров Луны
- Планетная номенклатура
- Селенография
- Минералогия Луны
- Геология Луны
- Поздняя тяжёлая бомбардировка